# Brodina
Brodina falu és község Romániában, Bukovinában, Suceava megyében. Közigazgatásilag Brodina de Jos, Cununschi, Dubiusca, Ehrește, Falcău, Norocu, Paltin, Sadău és Zalomestra falvak tartoznak még hozzá.

## Fekvése
A Keleti-Kárpátokban, a Szucsáva folyó völgyében, a megye északi részén, a román-ukrán határ közelében szétszórtan fekvő település. 

## Leírása
A falu hegyek között, erdőkkel körülvett helyen fekvő hegyi paradicsom, ahol hegyek, jó levegő és pisztrángosok várják az ide vezető rossz utak miatt ritkábban ideérkező látogatókat.